# Cwel
Cwel, cwer, poszkodowany – obraźliwe pojęcie używane w gwarze więziennej, degradujące określenie osoby zmuszanej w więzieniach do odbywania stosunków seksualnych z innymi współwięźniami i wykluczoną przez to z kategorii git-ludzi (grypsujących).

## Historia i rozwój
Pierwotnie (prze)cwelenie oznaczało tylko fizyczne zgwałcenie. Potem cwelenie rozszerzono m.in. na:
- obelgi;
- dotknięcie lub poklepanie szczotką (lolą) lub ścierką do podłogi;
- dotknięcie ręką muszli klozetowej, również umieszczenie w niej głowy i spłukanie wody;
- poniżanie, m.in. oddawanie moczu na przecwelonego czy wkładanie kołka do odbytu[1].

Synonimami cwela są: parówa, ciota, padalec, rura, dupka, kurwa, druciara, pipka.

## Kategorie cwelów
Cwelów można podzielić na kategorie:
- osoby zachowujące się prowokacyjnie (zalecające się, obnażające), poszukujący partnera seksualnego,
- osoby oddające się za korzyści materialne, które oczekują zwłaszcza od git-człowieka ochrony fizycznej i pełnią drobne posługi takie jak pranie, zmywanie, cerowanie,
- osoby o określonych cechach somatycznych, predyspozycjach psychofizycznych,
- osoby skazane za zgwałcenie, wykorzystywanie seksualne dzieci itp. – jest to najbardziej poniżana kategoria cwela,
- mężczyźni słabi fizycznie i psychicznie lub odsiadujący wyroki za określone przestępstwa,
- współpracujący z administracją więzienną[2],
- bierni homoseksualiści (cwele z wolności),
- naruszający kodeks grypsery, np. dotykający członka innego więźnia czy sedesu.

Obecnie cechy takie jak homoseksualizm czy domniemane zgwałcenie przypisywane są im przez współwięźniów i nie zawsze odpowiadają stanowi faktycznemu. Narażeni są też przedstawiciele niektórych grup zawodowych (np. przedstawiciele służb mundurowych), czy osadzeni odbywający krótkie kary (S.A.).
Cwelów należy odróżnić od frajerów, czyli więźniów, którzy nie chcą być identyfikowani z żadną grupą podkultury więziennej.

## Etapy cwelenia
Pierwszym etapem prowadzącym do przecwelenia są „krzywości”, które wiążą się z brakiem zaufania współwięźniów (git-ludzi) w stosunku do ich członka grupy. Taka osoba jest separowana od najważniejszych spraw git-ludzi, jednak nie jest pozbawiona praw „człowieka” (m.in. może siedzieć przy wspólnym stole z grypsującymi oraz można jej podawać rękę).
Kolejnym etapem jest „skiepszczenie”, kiedy to osadzony naruszy jedną z norm git-ludzi. Podczas „afery” analizowane są dowody i wydawany werdykt. „Wykręcanie afery” dotyczy zdarzeń z przeszłości dotyczącej zarówno życia na wolności, jak i w zakładzie karnym. Do „afery” często dochodzi między grupami grypsujących (opartej na intrydze czy wymyślonych sytuacjach). W wyniku „skiepszczenia” grypsujący nie zawsze jest przycwelony, może również powrócić do grupy git-ludzi. W tej fazie jest w stanie zawieszenia członkostwa w grupie grypsującej (wyjaśnienie, wystawka).
Jeśli zasady grypserskie zostały naruszone w niewielkim stopniu, to następuje „prostowanie”. Zagrożony więzień dostaje zadania m.in. samookaleczenie, pobicie frajera czy cwela, agresywne zachowanie wobec pracowników służby więziennej, wzięcie na siebie winy za czyny innych git-ludzi, od których wykonanie zależy jego przynależność do grupy. „Prostowaniu” nie podlega potwierdzony zarzut o homoseksualizm i współpracę z administracją więzienną.
Następnym etapem jest wydalenie z grupy: „chowanie do wora”, „dołowanie”. Były grypsujący jest szykanowany, stosuje się wobec niego przemoc (na początku nieseksualną) oraz ma werbalny zakaz grypsowania.
Z czasem następuje degradowanie przecwelonego na dół hierarchii więziennej, łącznie z jego fizycznym zgwałceniem.

## Charakter i konsekwencje
Akty cwelenia w więzieniu przeważnie mają charakter zbiorowy, często są połączone z pobiciem, zmuszeniem ofiary do odbycia stosunku analnego, a także oralnego.
Cwelenie ma na celu nie tylko zaspokojenie potrzeby seksualnej, ale też ma charakter rytualny. Celem jest chęć zdominowania współwięźnia, zdegradowania go, ukarania (np. za donosicielstwo) lub rozładowania agresji, co przyjmowane jest przez niektórych więźniów ze zrozumieniem i akceptacją, dlatego też występuje tendencja do wytypowania ofiary (cwela) wśród grupy osadzonych.
Cwelenie pozbawia także ofiarę męskiej tożsamości – otrzymuje ona kobiece imię, którym zwracają się doń współwięźniowie.
Cwel od tej pory jest zmuszany do świadczenia usług seksualnych współwięźniom oraz wykonywania różnych „brudnych” prac, na przykład mycia muszli klozetowych; ponadto współwięźniowie mogą się nad nim znęcać w inny sposób. Cwele przy posiłkach obsługiwani są jako ostatni, ich miski leżą oddzielnie, sprzątają ubikację. Często zostają też „kapusiami”, czyli donosicielami.
Cwele znajdują się najniżej w hierarchii więziennej; niedopuszczalna jest przyjaźń czy współpraca między cwelem a innym osadzonym. Cwele stanowią 1–2% społeczności, zaś pozostali więźniowie, którzy nie są git-ludźmi, zwani są zazwyczaj frajerami.
Status cwela jest w zasadzie dożywotni: utrzymuje się po przeniesieniu do innego więzienia lub rozpoczęciu odbywania nowej kary po pobycie na wolności. Grypsujący z różnych zakładów karnych zazwyczaj wymieniają się informacjami dotyczącymi przenoszonych do innych placówek więźniów uznanych za cweli. Nawet po upływie lat współwięźniowie starają się wybadać więźnia przeniesionego lub ponownie skazanego i przesyłają grypsy do innych więzień z prośbą o informacje o statusie takiej osoby, a po ich otrzymaniu traktują go stosownie do ich treści.
Zjawisko przecwelenia w zasadzie nie występuje w więzieniach kobiecych, jednak i w nich zdarzają się gwałty: homoseksualne i heteroseksualne.

## Badania naukowe
Cwelenie oraz inne sposoby prześladowania, tak zwane gierki, opisał Moczydłowski, pierwszy szef więziennictwa po 1989 roku, w swojej książce z 1991 i w jej nowszych wydaniach, która jest wynikiem długoletnich badań nad ewolucją życia więziennego. Są one powiązane z teorią gier.